# Мадина, Стефка
Стефка Михайлова Мадина (болг. Стефка Михайлова Мадина; род. 23 января 1963, Пловдив) — болгарская гребчиха, выступавшая за сборную Болгарии по академической гребле на всём протяжении 1980-х годов. Бронзовая призёрка летних Олимпийских игр в Сеуле, чемпионка мира, обладательница серебряной медали регаты «Дружба-84», победительница и призёрка регат национального значения.

## Биография
Стефка Мадина родилась 23 января 1963 года в городе Пловдив, Болгария. Занималась академической греблей в местном гребном клубе «Тракия».
Впервые заявила о себе в гребле на международной арене в 1981 году — выступила на домашнем юниорском мировом первенстве в Софии и заняла в парных четвёрках с рулевой итоговое пятое место.
Первого серьёзного успеха на взрослом международном уровне добилась в сезоне 1983 года, когда вошла в основной состав болгарской национальной сборной и побывала на чемпионате мира в Дуйсбурге, откуда привезла награду бронзового достоинства, выигранную в зачёте парных рулевых четвёрок.
Рассматривалась в числе основных кандидаток на участие в Олимпийских играх 1984 года в Лос-Анджелесе, однако Болгария вместе с несколькими другими странами социалистического лагеря бойкотировала эти соревнования по политическим причинам. Вместо этого Мадина выступила на альтернативной регате «Дружба-84» в Москве, где выиграла серебряную медаль в парных рулевых четвёрках, уступив в финале только команде Советского Союза.
В 1985 году на мировом первенстве в Хазевинкеле стала пятой в парных четвёрках.
На чемпионате мира 1986 года в Ноттингеме так же попасть в число призёров не смогла, показала в парных четвёрках четвёртый результат.
В 1987 году на мировом первенстве в Копенгагене одержала победу в парных двойках.
Благодаря череде удачных выступлений удостоилась права защищать честь страны на Олимпийских играх 1988 года в Сеуле — в программе парных двоек вместе с напарницей Виолетой Ниновой в финальном решающем заезде пришла к финишу третьей, пропустив вперёд экипажи из Восточной Германии и Румынии — тем самым завоевала бронзовую олимпийскую медаль. Вскоре по окончании этих соревнований приняла решение завершить спортивную карьеру.
Впоследствии принимала участие в соревнованиях по гребле в качестве судьи и официальной представительницы FISA.